# Odkształcenie liniowe
Odkształcanie liniowe – zmiana kształtu wzdłuż jednego z wymiarów ciała. Odkształcenia liniowe mogą nastąpić pod wpływem siły zewnętrznej, zmiany temperatury lub innego czynnika fizycznego. Siła wewnętrzna (siła sprężystości) może spowodować odkształcenie będące reakcją na wcześniejsze odkształcenie ciała przez siły zewnętrzne. Odkształcenia liniowe podłużne dzieli się na odkształcenia spowodowane ściskaniem i odkształcenia spowodowane rozciąganiem.
Przykładem odkształcenia liniowego jest wydłużanie się rozciąganego drutu, pręta, sprężyny.